# С днём смерти
«С днём смерти» (англ. Death Of Me) — американский фильм ужасов режиссёра Даррена Линн Боусмана, съёмки которого прошли летом 2018 года в Таиланде. Мировая премьера фильма состоялась 2 октября 2020 года

## Сюжет
Молодая пара отправилась в жаркую страну и перебрала лишнего. На следующий день ничего не помня молодожёны обнаруживают на своем телефоне странное ритуальное видео, на котором муж убивает жену, несмотря на то, что та жива и невредима.

## В ролях
- Люк Хемсворт
- Мэгги Кью
- Алекс Эссо
- Кэт Ингкерет

## Отзывы
На сайте Rotten Tomatoes у фильма 33 % положительных рецензий на основе 42 рецензий со средней оценкой 4,10 из 10. На Metacritic — 31 балл из 100 на основе 4 рецензий.